# بوربونا ۱۳۶۸۴
سیارک ۱۳۶۸۴ (به انگلیسی: 13684 Borbona، نامگذاری:1997QQ2) سیزده هزار و ششصد و هشتاد و چهارمین سیارک کشف شده‌است که در ۲۷ اوت ۱۹۹۷ کشف شد.
قدر مطلق سیارک برابر ۴۲.۶ است.